# أوسكار ديفيد سانشيز
أوسكار ديفيد سانشيز (بالإسبانية: Óscar David Sánchez)‏ (13 ديسمبر 1989 في المكسيك - ) هو لاعب كرة قدم مكسيكي في مركز الوسط.

## وصلات خارجية
- أوسكار ديفيد سانشيز على موقع قاعدة بيانات كرة القدم.إي يو (الإنجليزية)
- أوسكار ديفيد سانشيز على موقع Soccerway.com (الإنجليزية)